# Thierry Sabine

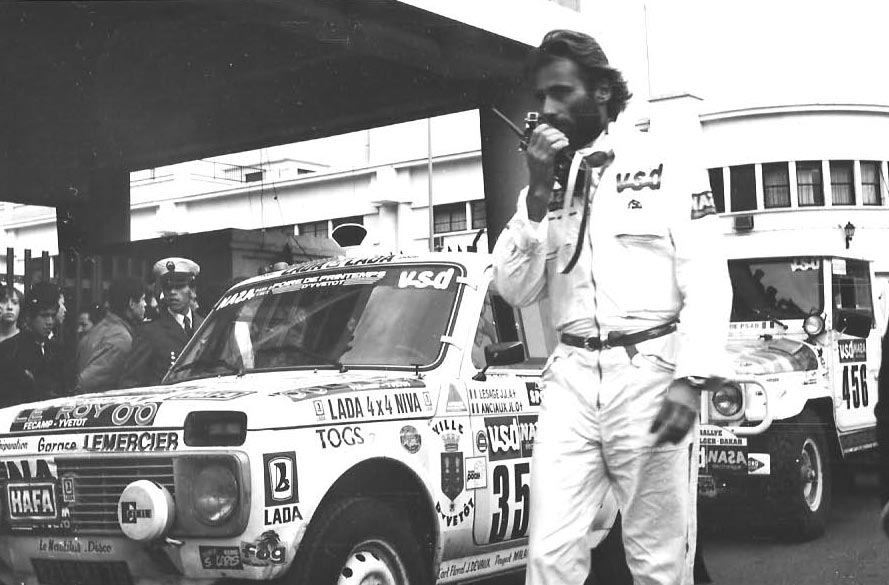
Thierry Sabine bei der Paris-Algier-Dakar-Rallye 1986

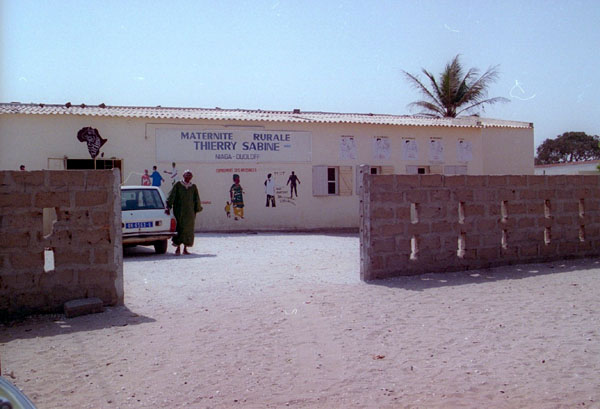
Von Sabine gestiftete Klinik in Dakar

Thierry Gilbert Marcel Sabine (* 13. Juni 1949 in Neuilly-sur-Seine; † 14. Januar 1986 in Gourma-Rharous) war ein französischer Automobil- und Motorradrennfahrer und Gründer der Rallye Dakar.

## Karriere
Die Idee zur Rallye kam ihm 1977 während der Abidijan-Nizza-Rallye. Er war mehrere Tage in der Wüste verschollen. Am 26. Dezember 1978 startete die erste Rallye Paris-Dakar, deren Organisation Sabine mit der eigens dafür gegründeten Thierry Sabine Organisation übernahm. Daneben engagierte er sich auch sozial in den Ländern, durch die die Rallye führte. So gründete er z. B. in Dakar ein Krankenhaus.
Am 14. Januar 1986 kam er zusammen mit dem Chansonnier Daniel Balavoine, der Journalistin Nathaly Odent, dem Piloten François-Xavier Bagnoud und dem Funktechniker Jean-Paul Le Fur während der Rallye bei einem Helikopterflug ums Leben. Der Hubschrauber zerschellte auf einer Düne in Mali in der Nähe des Sees Gossi. An der Absturzstelle wurde eine Gedenktafel angebracht.

## Statistik

### Le-Mans-Ergebnisse
| Jahr | Team              | Fahrzeug                | Teamkollege       | Teamkollege             | Platzierung |
| ---- | ----------------- | ----------------------- | ----------------- | ----------------------- | ----------- |
| 1975 | Philippe Dagoreau | Porsche 911 Carrera RSR | Philippe Dagoreau | Jean-Pierre Aeschlimann | Rang 17     |
| 1976 | ASA Cachia        | Porsche 911 Carrera RSR | Philippe Dagoreau | Jean-Claude Andruet     | Rang 13     |